# Акшак
Акшак — місто на північному сході Межиріччя. Відоме з ІІІ тисячоліття до нашої ери. У 26 столітті до нашої ери досягло політичної гегемонії в регіоні — династія Акшаку згадується в Ніппурському списку. В 25 столітті в союзі з Кішем та Уммою місто безуспішно воює проти Еаннатума царя Лагашу.